# Elecciones generales de Tanganica de 1960
Las elecciones del Consejo Legislativo de Tanganica de 1960 se llevaron el 30 de agosto del mismo año. Fueron las segundas elecciones de este Consejo que fue creado durante la conformación de la República independiente de Tanganica, que más tarde se transformaría en la República de Tanzania. El órgano de gobierno era este Consejo Legislativo.

## Antecedentes
Tras el acuerdo con el Reino Unido para establecer la autonomía interna para el territorio de Tanganica se convocaron las elecciones a este Consejo Legislativo. La Unión Nacional Africana de Tanganica ganó 70 de los 71 escaños elegidos, mientras que el otro fue a un miembro TANU que se había presentado como candidato independiente.

## Resultados electorales

### Consejo Legislativo
|  | 82,82 % |

|  | 0,28 % |

|  | 16,90 % |

|  | 94.7 % |

|  | 5.3 % |

|  | 100.0 % |

|  | 14.48 % |